# انجمن منتقدان فیلم شیکاگو
انجمن منتقدان فیلم شیکاگو (به انگلیسی: Chicago Film Critics Association) (یا CFCA)، انجمن نقد فیلم آمریکایی است. این انجمن، جایزه‌ای به همین نام را سالانه به فیلم‌های برتر اهدا می‌کند.